# Louppy-le-Château
Pour les articles homonymes, voir Louppy-sur-Loison et Louppy-sur-Chée.
Louppy-le-Château est une commune française située dans le département de la Meuse, en Lorraine, dans la région administrative Grand Est.

## Géographie
La commune est à 13,8 km de de Bar-le-Duc.

### Géologie et relief
Hydrogéologie et climatologie : Système d’information pour la gestion des eaux souterraines en Seine-Normandie, par le BRGM :
Territoire communal : Occupation du sol (Corinne Land Cover); Cours d'eau (BD Carthage),
Géologie : Carte géologique; Coupes géologiques et techniques,
 Hydrogéologie : Masses d'eau souterraine; BD Lisa; Cartes piézométriques.

### Sismicité
Commune située dans une zone 1 de sismicité très faible.

### Hydrographie
La commune est dans la région hydrographique « la Seine de sa source au confluent de l'Oise (exclu) » au sein du bassin Seine-Normandie. Elle est drainée par la Chee, le Fossé 01 du Terrie, le ruisseau de Matron et le Brouillot,.
La Chée, d'une longueur de 69 km, prend sa source dans la commune de Seigneulles et se jette  dans la Saulx à Vitry-en-Perthois, après avoir traversé 21 communes. Les caractéristiques hydrologiques de la Chée sont données par la station hydrologique située sur la commune de Villotte-devant-Louppy. Le débit moyen mensuel est de 1,57 m3/s. Le débit moyen journalier maximum est de 36,3 m3/s, atteint lors de la crue du 15 juillet 2021. Le débit instantané maximal est quant à lui de 49,1 m3/s, atteint le 3 février 2020.

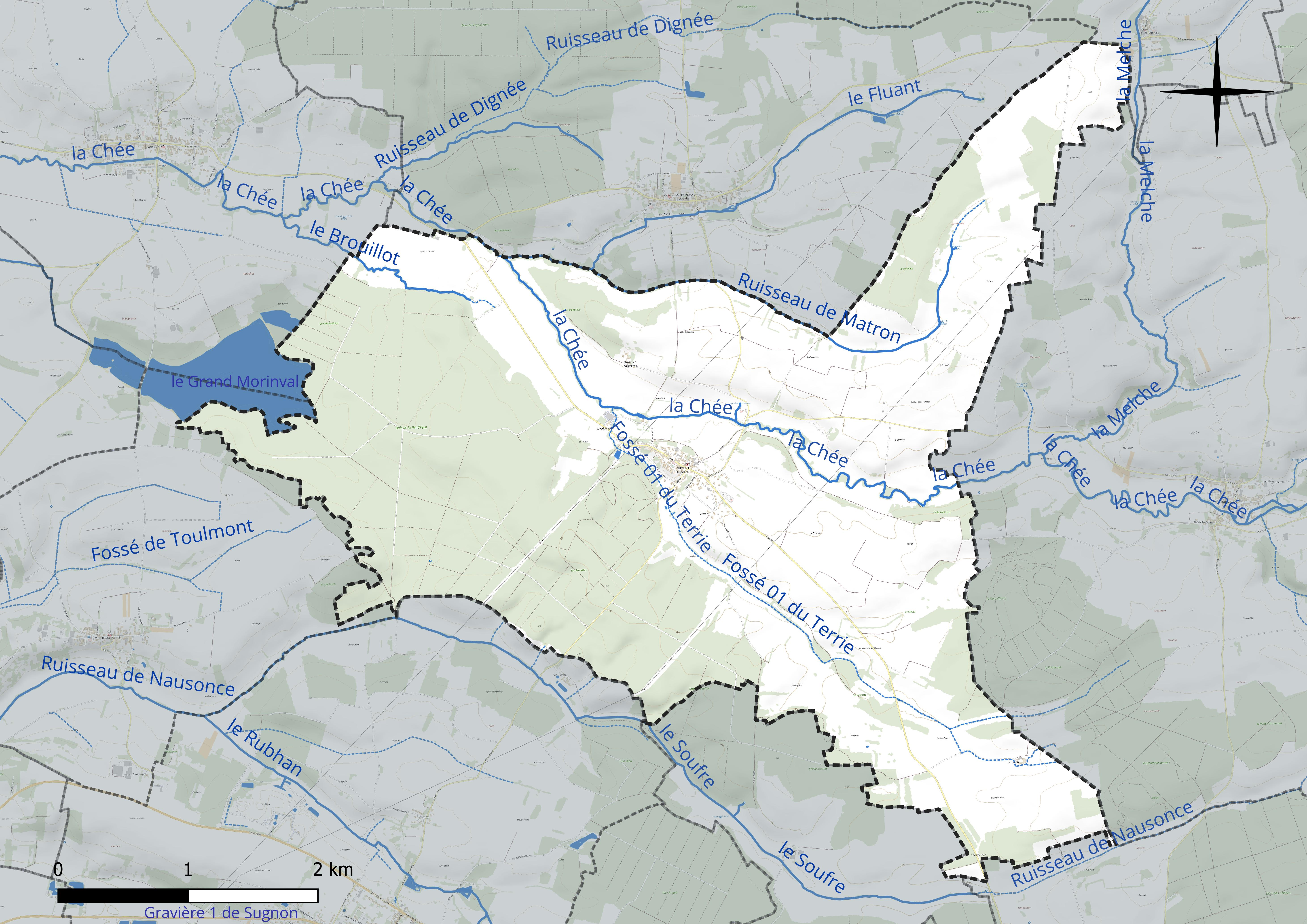
Réseau hydrographique de Louppy-le-Château.

Un plan d'eau complète le réseau hydrographique : le Grand Morinval, d'une superficie totale de 70,9 ha (0 ha sur la commune),.

### Climat
Pour des articles plus généraux, voir Climat du Grand Est et Climat de la Meuse.
En 2010, le climat de la commune est de type climat de montagne, selon une étude du Centre national de la recherche scientifique s'appuyant sur une série de données couvrant la période 1971-2000. En 2020, Météo-France publie une typologie des climats de la France métropolitaine dans laquelle la commune est exposée à un climat océanique altéré et est dans la région climatique  Lorraine, plateau de Langres, Morvan, caractérisée par un hiver rude (1,5 °C), des vents modérés et des brouillards fréquents en automne et hiver. 
Pour la période 1971-2000, la température annuelle moyenne est de 9,9 °C, avec une amplitude thermique annuelle de 15,8 °C. Le cumul annuel moyen de précipitations est de 953 mm, avec 13,4 jours de précipitations en janvier et 9,4 jours en juillet. Pour la période 1991-2020, la température moyenne annuelle observée sur la station météorologique de Météo-France la plus proche, « Conde_sapc », sur la commune des Hauts-de-Chée à 7 km à vol d'oiseau, est de 11,3 °C et le cumul annuel moyen de précipitations est de 888,5 mm. 
La température maximale relevée sur cette station est de 39,6 °C, atteinte le 25 juillet 2019 ; la température minimale est de −15,2 °C, atteinte le 20 décembre 2009,,. 
Les paramètres climatiques de la commune ont été estimés pour le milieu du siècle (2041-2070) selon différents scénarios d'émission de gaz à effet de serre à partir des nouvelles projections climatiques de référence DRIAS-2020. Ils sont consultables sur un site dédié publié par Météo-France en novembre 2022.

### Voies de communications et transports

#### Transports en commun
- Fluo Grand Est.

#### Lignes SNCF

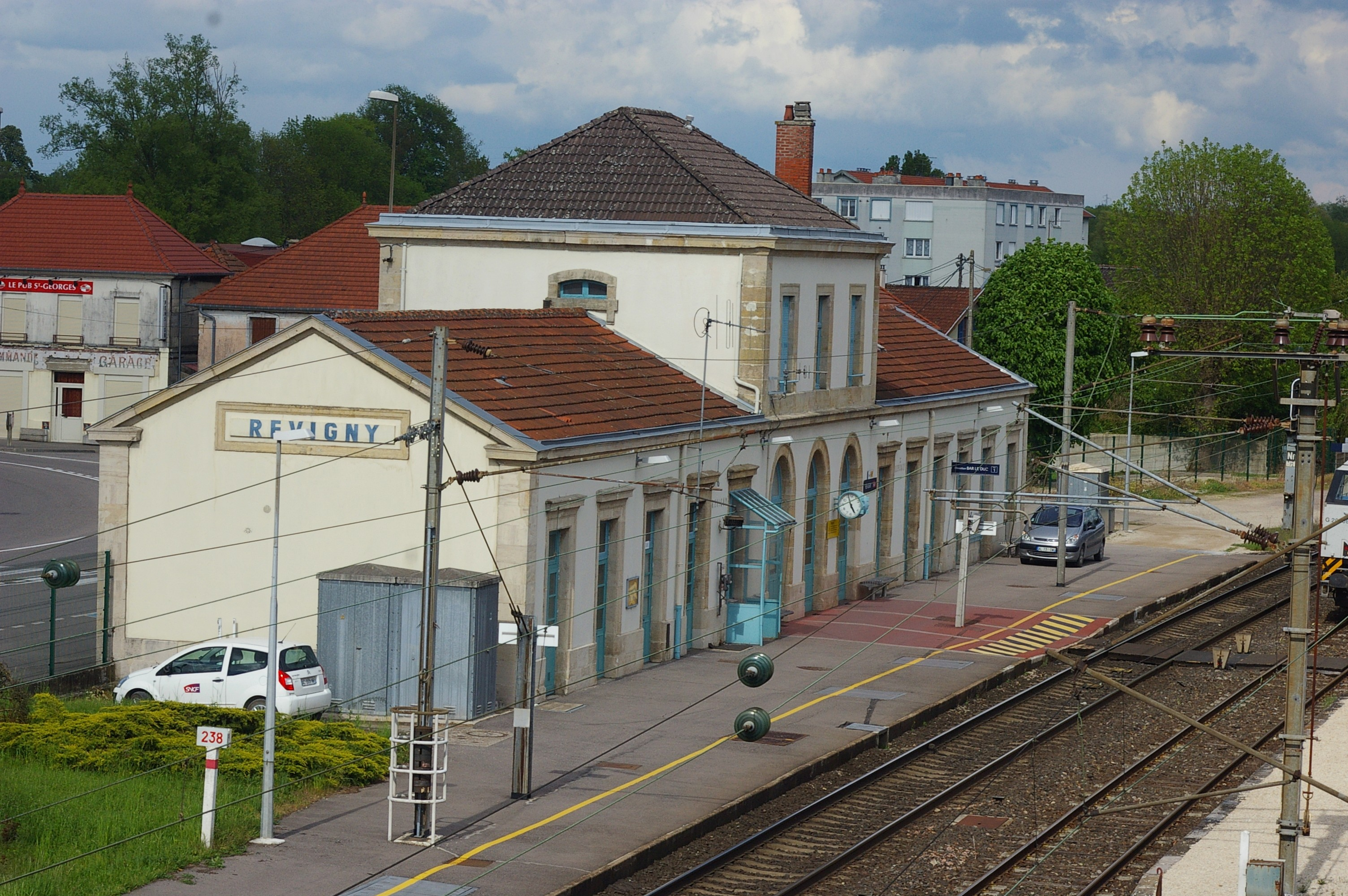
Gare de Revigny.

- Gare de Revigny.
- Gare de Bar-le-Duc.
- Gare de Meuse TGV.
- Gare de Nançois - Tronville.
- Gare de Saint-Dizier

### Communes limitrophes
| Laheycourt | Villotte-devant-Louppy | Villotte-devant-Louppy |
| Laimont    | Louppy-le-Château      | Villotte-devant-Louppy |
| Laimont    | Laimont                | Chardogne              |

## Urbanisme

### Typologie
Au 1er janvier 2024, Louppy-le-Château est catégorisée commune rurale à habitat dispersé, selon la nouvelle grille communale de densité à sept niveaux définie par l'Insee en 2022.
Elle est située hors unité urbaine. Par ailleurs la commune fait partie de l'aire d'attraction de Bar-le-Duc, dont elle est une commune de la couronne,. Cette aire, qui regroupe 86 communes, est catégorisée dans les aires de 50 000 à moins de 200 000 habitants,.

### Occupation des sols
L'occupation des sols de la commune, telle qu'elle ressort de la base de données européenne d’occupation biophysique des sols Corine Land Cover (CLC), est marquée par l'importance des territoires agricoles (56,3 % en 2018), une proportion sensiblement équivalente à celle de 1990 (56 %). La répartition détaillée en 2018 est la suivante : 
forêts (42,2 %), terres arables (36,1 %), prairies (17,1 %), zones agricoles hétérogènes (3,1 %), zones urbanisées (1,4 %), eaux continentales (0,1 %). L'évolution de l’occupation des sols de la commune et de ses infrastructures peut être observée sur les différentes représentations cartographiques du territoire : la carte de Cassini (XVIIIe siècle), la carte d'état-major (1820-1866) et les cartes ou photos aériennes de l'IGN pour la période actuelle (1950 à aujourd'hui).

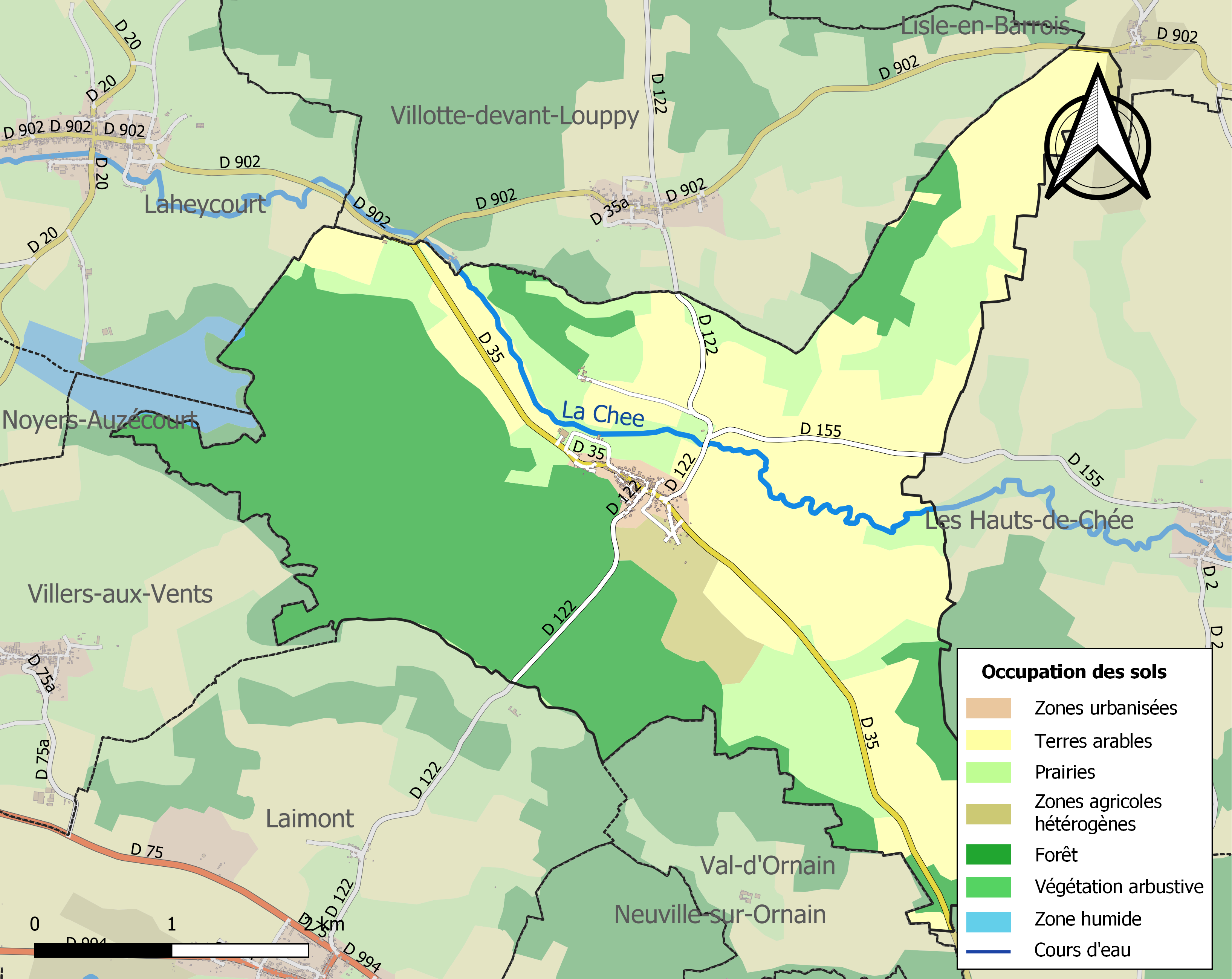
Carte des infrastructures et de l'occupation des sols de la commune en 2018 (CLC).

## Toponymie
Le nom de la localité est attesté sous les formes Lopei (1180) ; Lupeium (XIIe siècle) ; Loppé (1183) ; Lupéi (XIIe siècle) ; Louppey (1219) ; Luppeyum (1236) ; Louppei (1246) ; Loppey (1361) ; Lopeyum-castrum, Louppeyum-castrum (1402) ; Louppy-le-chastel (1579) ; Loupy-le-Château (1700) ; Lupentii-castrum (1711) ; Loupi-le-Château (1749) ; Louppy-le-Château ou Louppy-le-Grand .

Les noms de famille en Lorraine

## Histoire
Le village est connu dans les cercles paléontologiques car d'importantes découvertes y ont été faites au XIXe siècle. Notamment un squelette d'Erectopus, premier carnosaure découvert en Europe par Louis Pierson dans le gisement de phosphate de La Penthèive. Mais, également des squelettes parfaitement conservées de plusieurs plésiosaures, ichthyosaures et crocodiles.
En 1285, lors des festivités du tournoi de Chauvency, Jacques Bretel présente Aëlis de Louppy qui chante en compagnie de Jean d'Oiselay.
L'ancienne graphie de Louppy - Louppy-le-Châtel - donne son nom à une ordonnance prise en ce lieu par le roi de France Charles VII le 26 mai 1445. Cet acte pose les bases d'une armée royale permanente. En cela, il a été une étape importante de la dernière phase de la guerre de Cent ans, qui voit la France l'emporter sur l'Angleterre.

## Politique et administration

### Budget et fiscalité 2022
En 2022, le budget de la commune était constitué ainsi :
- total des produits de fonctionnement : 92 000 €, soit 558 € par habitant ;
- total des charges de fonctionnement : 89 000 €, soit 539 € par habitant ;
- total des ressources d'investissement : 35 000 €, soit 213 € par habitant ;
- total des emplois d'investissement : 19 000 €, soit 114 € par habitant ;
- endettement : 20 000 €, soit 121 € par habitant.

Avec les taux de fiscalité suivants :
- taxe d'habitation : 7,67 % ;
- taxe foncière sur les propriétés bâties : 30,57 % ;
- taxe foncière sur les propriétés non bâties : 6,20 % ;
- taxe additionnelle à la taxe foncière sur les propriétés non bâties : 43,61 % ;
- cotisation foncière des entreprises : 8,00 %.

Chiffres clés Revenus et pauvreté des ménages en 2020 : médiane en 2020 du revenu disponible, par unité de consommation : 21 980 €.

### Liste des maires
| Période                                  | Période   | Identité                                            | Étiquette | Qualité                                                |
| ---------------------------------------- | --------- | --------------------------------------------------- | --------- | ------------------------------------------------------ |
| Les données manquantes sont à compléter. |           |                                                     |           |                                                        |
| mars 2001                                | mars 2014 | Émile Thouvenin                                     | DVD       | Conseiller général du canton de Vaubecourt (2004-2011) |
| mars 2014                                | En cours  | Pierre-Louis Molitor Réélu pour le mandat 2020-2026 |           | Ancien cadre                                           |

## Population et société

### Démographie
L'évolution du nombre d'habitants est connue à travers les recensements de la population effectués dans la commune depuis 1793. Pour les communes de moins de 10 000 habitants, une enquête de recensement portant sur toute la population est réalisée tous les cinq ans, les populations de référence des années intermédiaires étant quant à elles estimées par interpolation ou extrapolation. Pour la commune, le premier recensement exhaustif entrant dans le cadre du nouveau dispositif a été réalisé en 2004.

En 2022, la commune comptait 163 habitants, en évolution de +3,82 % par rapport à 2016 (Meuse : −4,4 %, France hors Mayotte : +2,11 %).
| 1793 | 1800 | 1806 | 1821 | 1831 | 1836 | 1841 | 1846 | 1851 |
| ---- | ---- | ---- | ---- | ---- | ---- | ---- | ---- | ---- |
| 585  | 594  | 615  | 560  | 586  | 575  | 599  | 589  | 582  |

| 1856 | 1861 | 1866 | 1872 | 1876 | 1881 | 1886 | 1891 | 1896 |
| ---- | ---- | ---- | ---- | ---- | ---- | ---- | ---- | ---- |
| 519  | 517  | 461  | 427  | 455  | 420  | 420  | 422  | 402  |

| 1901 | 1906 | 1911 | 1921 | 1926 | 1931 | 1936 | 1946 | 1954 |
| ---- | ---- | ---- | ---- | ---- | ---- | ---- | ---- | ---- |
| 335  | 350  | 339  | 228  | 224  | 208  | 206  | 209  | 227  |

| 1962 | 1968 | 1975 | 1982 | 1990 | 1999 | 2004 | 2006 | 2009 |
| ---- | ---- | ---- | ---- | ---- | ---- | ---- | ---- | ---- |
| 166  | 170  | 159  | 165  | 180  | 171  | 167  | 168  | 168  |

| 2014 | 2019 | 2022 | - | - | - | - | - | - |
| ---- | ---- | ---- | - | - | - | - | - | - |
| 158  | 159  | 163  | - | - | - | - | - | - |

## Culture locale et patrimoine

### Lieux et monuments

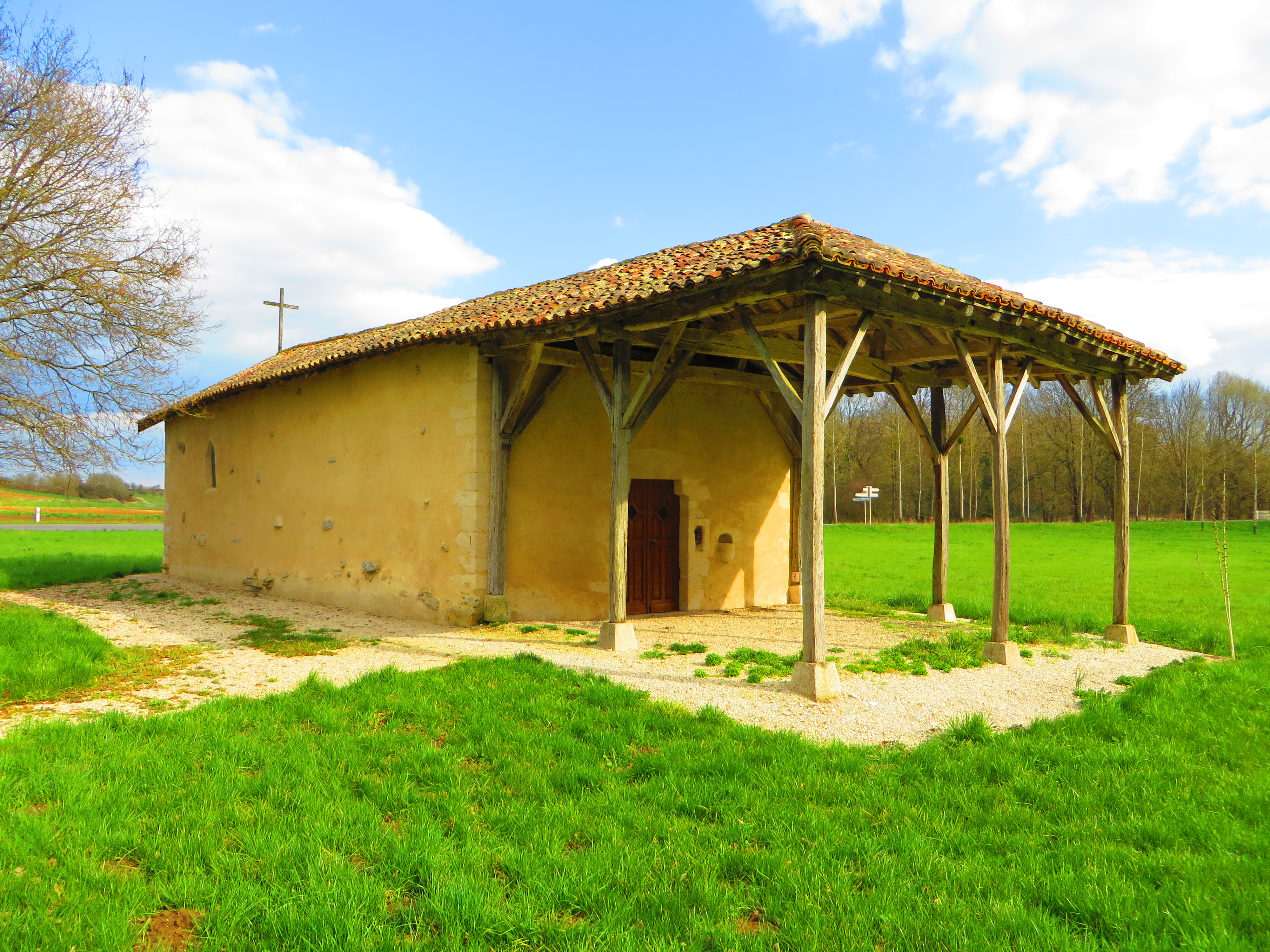
La chapelle Sainte-Anne.
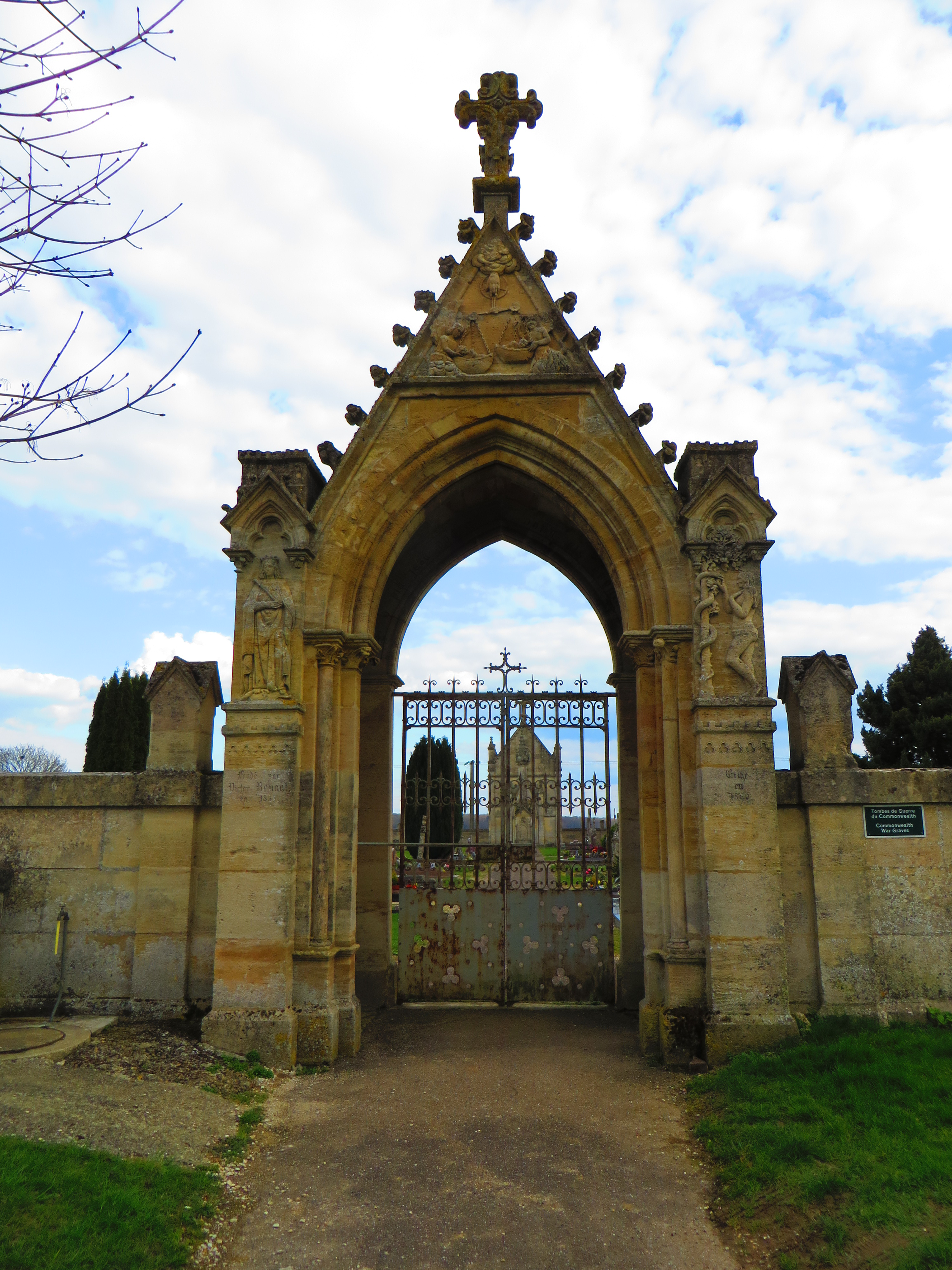
Le portail du cimetière.
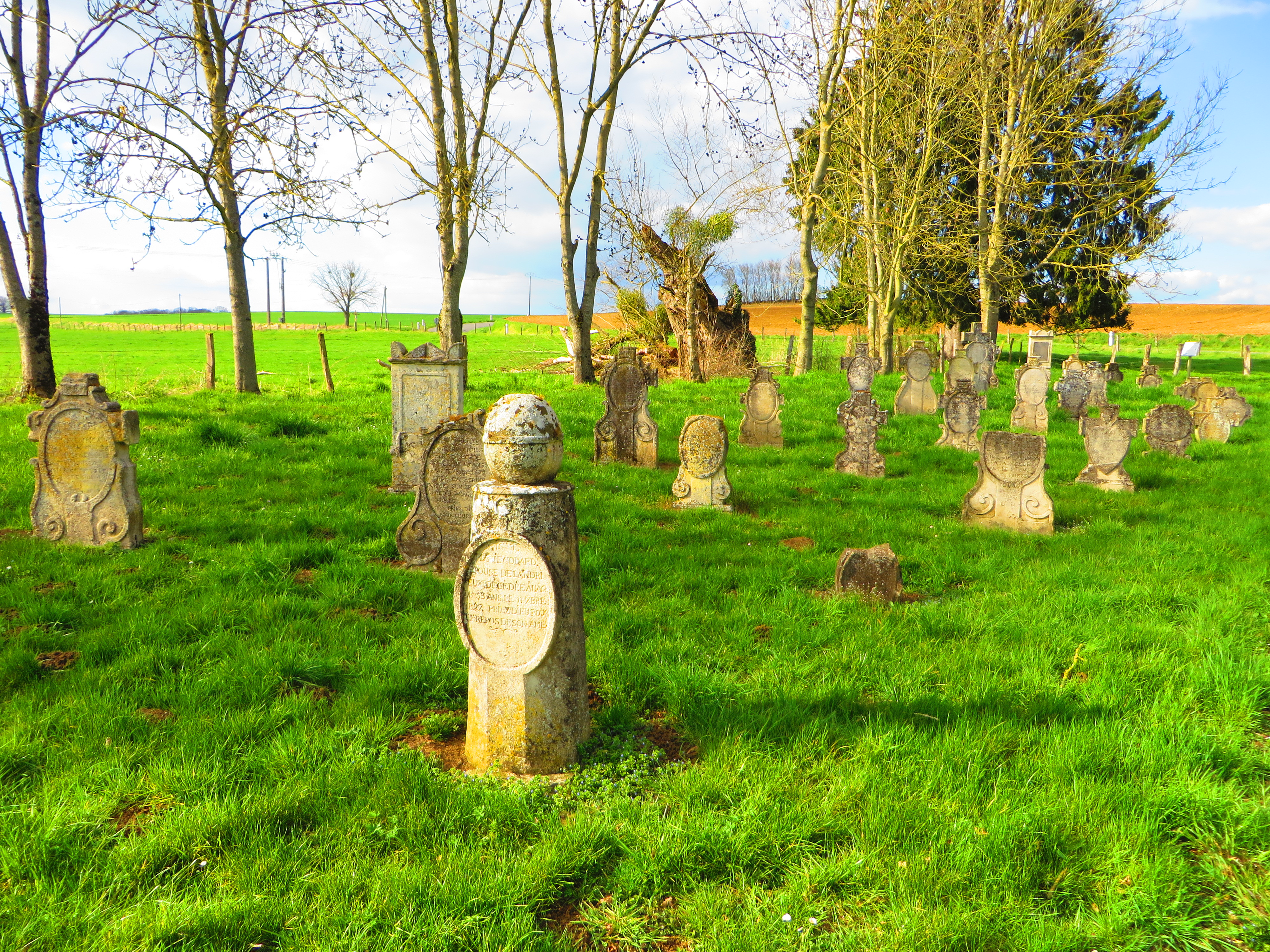
Les pierres tombales, art funéraire.

Patrimoine religieux :

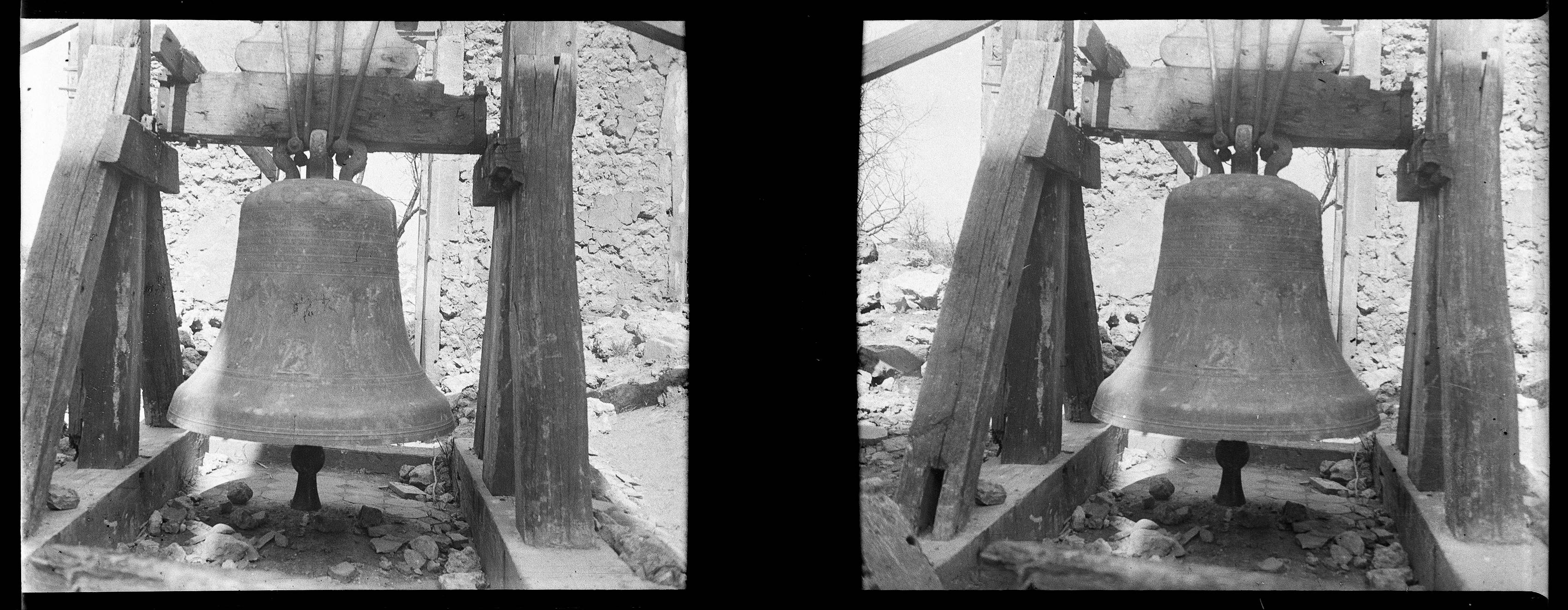
Gros plan sur la cloche de l'église.

Raoul Berthelé. Vue des ruines de l'église de Louppy-le-Château à la suite d'un bombardement en 1916. Archives municipales de Toulouse.

- L'église Saint-Timothée-et-Saint-Apollinaire, premier édifice du XIIe siècle, la seconde du XVe siècle, adjonction du clocher en 1874, de la flèche en 1880[28],[29].

groupe sculpté : Sainte Anne et la Vierge.
Statue saint Memmie.
- La chapelle Sainte-Anne, fondée en 1381 puis reconstruite au XVe siècle.
- La chapelle du cimetière[32],[33].
- Statue Vierge à l'Enfant dite Notre-Dame de la Belle Epine[34].
- Le portail du cimetière construit en 1853.
- Les pierres tombales, aperçu de l'art funéraire meusien du XVIe siècle au XIXe siècle.

Autres patrimoines :
- Château[35],[36],[37].

Dalle funéraire de Dame Alexis Madeleine de Vassinhac Imécourt, abbesse de Juvigny.
- La motte féodale[39].
- Le lavoir[40].

### Personnalités liées à la commune
- Geoffroy II de Louppy, seigneur de Louppy et maréchal de Champagne. Il est le fondateur du prieuré de Dieu-s'en-Souvienne de Louppy, de l'ordre des Écoliers du Christ, et son épouse Alix fonde après sa mort la maison-Dieu de Louppy.
- Un sire Raoul de Louppy est nommé par le roi capitaine de Soissons en 1317[41] ; le chevalier Raoul de Louppy (son fils ?), après avoir défendu les intérêts du comté de Bar de 1345 à 1353 puis intégré le Conseil du roi en 1354[41], est nommé gouverneur du Dauphiné de 1361 à 1369[42].

### Héraldique
| Blason de Louppy-le-Château | Blason  | Tranché : au 1er d'azur à deux bâtons de prieur, les pommeaux remplacés par une chapelle croisée, posés en bande et rangés en barre, celui de senestre plus petit ; au 2d d'or chargé d'un erectopus levé et regardant de sable, allumé d'argent ; sur le tout, de gueules à cinq annelets d'argent. Ornements extérieursCroix de guerre 1914-1918 Devise / CriTransit a te ipsum ab alio renascetur |
| Blason de Louppy-le-Château | Détails | L'un des bâtons symbolise le prieuré de Dieu-en-Souvienne fondé en 1227, par Joffroy, maréchal de Champagne et seigneur de Louppy. Le second bâton, en fait une pièce tournée, témoigne d’une activité de naguère sur le site de l’ancien moulin sur la Chée : la tournerie sur bois. L'erectopus est un dinosaure dont Louis Pierson a recueilli les éléments du squelette, vers 1882, dans la fosse du gisement de phosphate de la commune. Enfin l'écusson porte les armes de la famille de Louppy, d’ancienne chevalerie. Création Pierre-Louis Molitor, maire, et Robert A. Louis. Adoptée le 6 novembre 2020. |